# سانت ليونارد كافيرن
سانت ليونارد كافيرن (بالإنجليزية: Saint-Leonard Cavern)‏ (بالفرنسية: la caverne de Saint-Léonard)‏ هو كهف في جزيرة مونتريال، في كيبك، كندا. يقع تحتحديقة بيوس الثاني عشر في حي سانت ليونارد في مونتريال. إنه موقع تاريخي مسجل مع تقييد الوصول والجولات المصحوبة بمرشدين.

## وصلات خارجية
- Show Caves of Canada, Cavernicole de Saint-Léonard
- The Secret Montreal Cave You Can Visit And Explore, Mtl Blog
- باللغة الفرنسية Quebec Speleological Society, La caverne de Saint-Léonard